# Иоанн Мтбевари

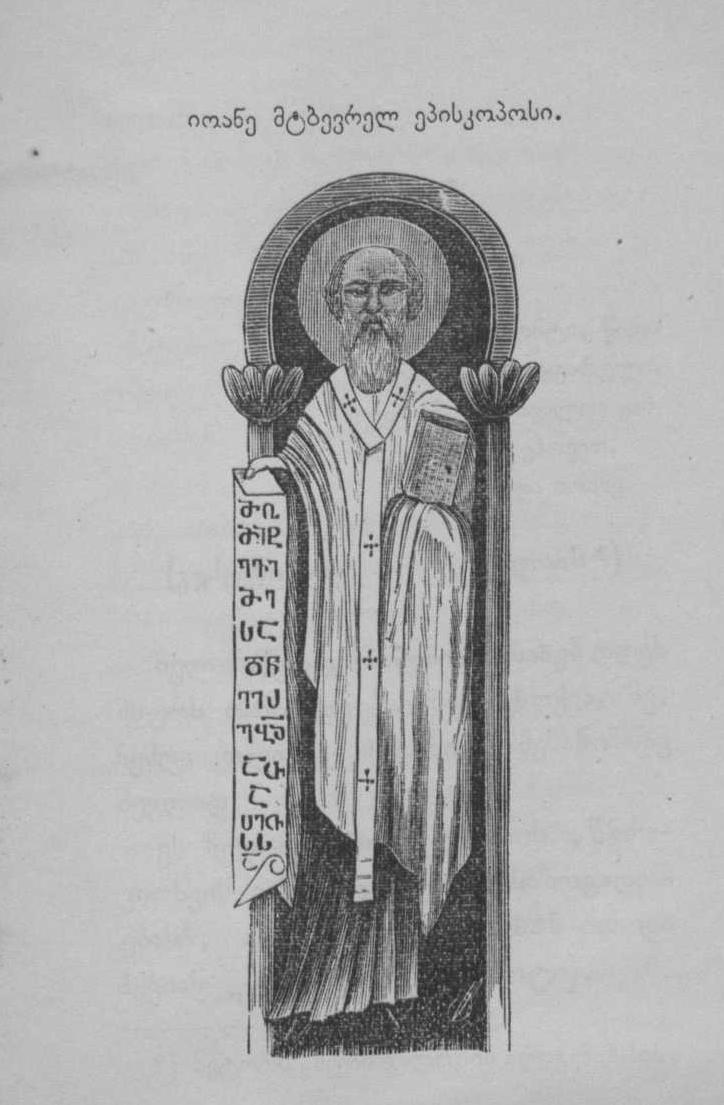
изображение Иоанна Мтбевари

Иоанн Мтбевари (груз. იოანე მტბევარი; ум. не ранее 1002) — епископ Грузинской православной церкви, гимнограф, церковный писатель, переводчик.

В 978 году был назначен епископом Тбети, а в 995 году (по крайней мере не позднее) — епископом Ацкури. Известно, что в 1002 году был ещё жив.
Гимны Иоанна (как собственные, так и переводные) содержатся в сборнике, составленном Микаэлем Модрекили в монастыре Шатберди. Они включают пасхальные стихиры и песнопения, посвящённые Рождеству Христову и Крещению Господню, а также святым, дни памяти которых приходятся на период с 21 декабря по 28 января.
«Общехристианские мотивы и система образов основываются на библейской и святоотеческой литературе, простота речи облегчает восприятие сложной системы мистического мышления автора. Не подражая литературному стилю византийских богословов, И. М. использует ритмические схемы и анафоры, язык его произведений высокопарен» (Н. В. Сулава, «Православная энциклопедия»)
Гимны Иоанна Мтбевари оказали влияние на творчество Шоты Руставели.